# دونوفان هنري
دونوفان هنري (20 سبتمبر 1978 في جنوب أفريقيا - ) (بالإنجليزية: Donovan Henry)‏ هو لاعب كريكت جنوب أفريقي.

## وصلات خارجية
- دونوفان هنري على موقع إي آس بي آن كريك إنفو (الإنجليزية)